# NGC 7154
NGC 7154 (również PGC 67641) – magellaniczna galaktyka spiralna z poprzeczką (SBm), znajdująca się w gwiazdozbiorze Ryby Południowej. Odkrył ją John Herschel 23 września 1834 roku.